# Gestratz

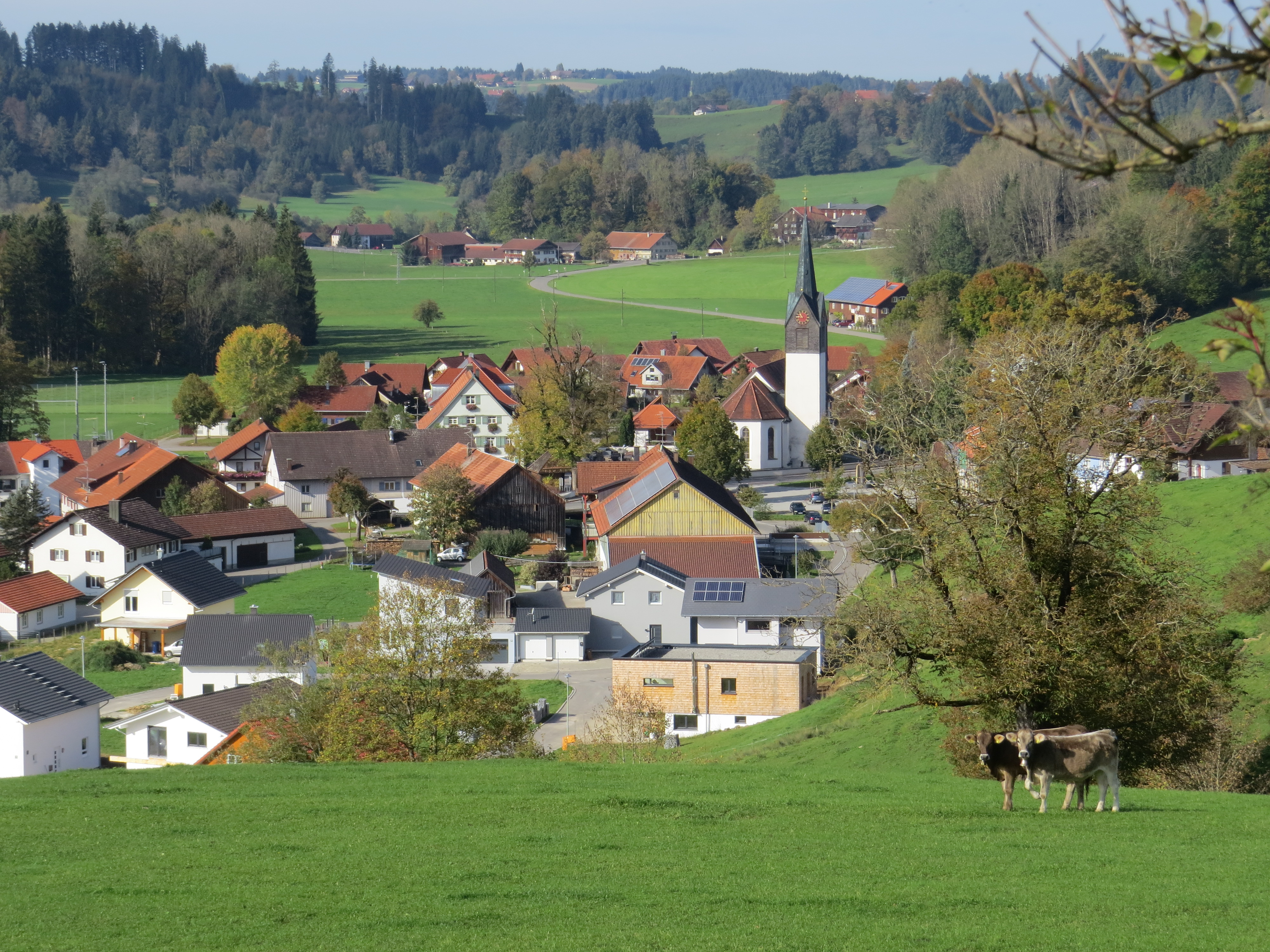
Gestratz von Osten

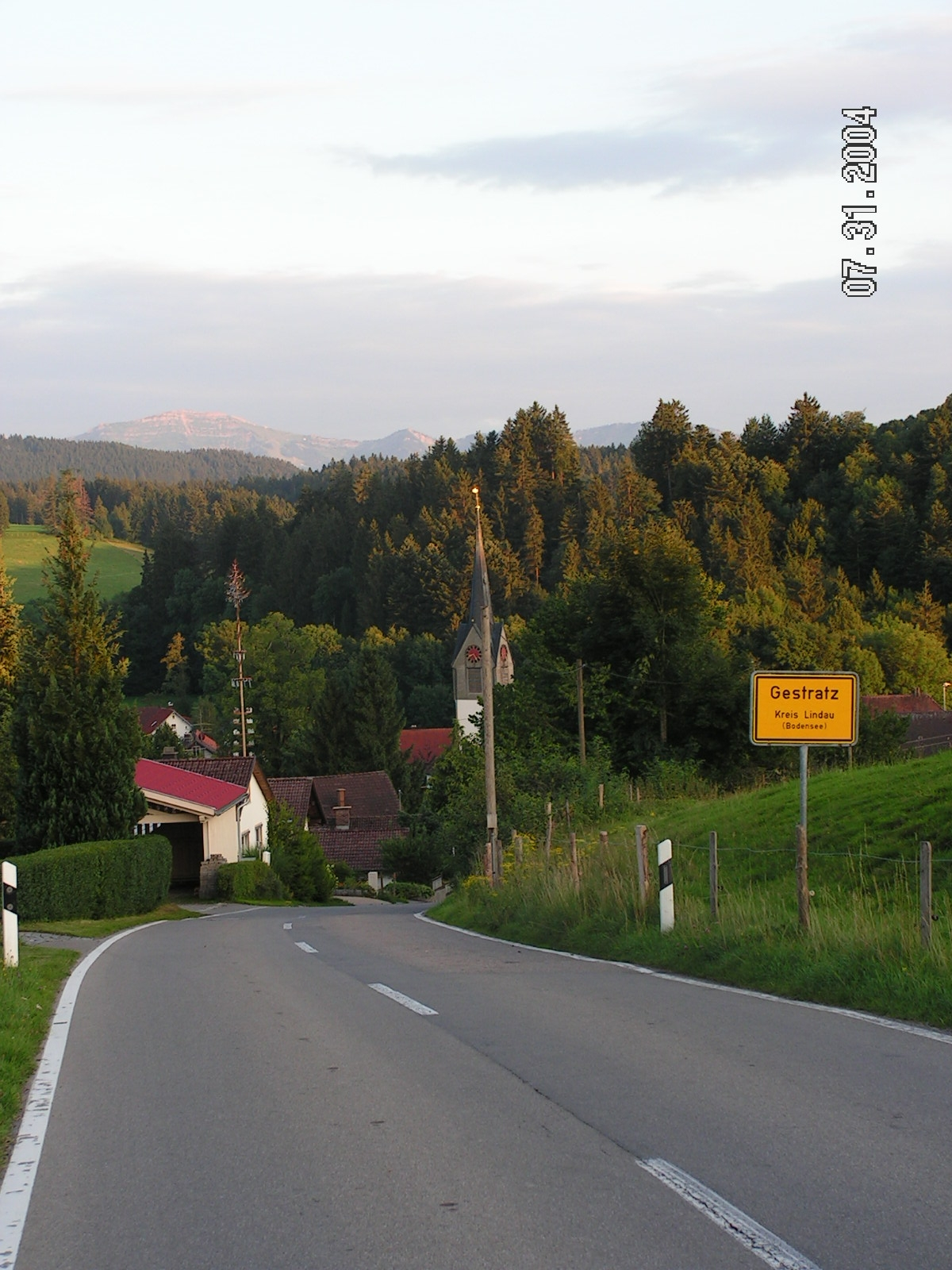
Ortseingang an der Straße An der Reuthe

Gestratz (westallgäuerisch Gäschtratz) ist eine Gemeinde im schwäbischen Landkreis Lindau (Bodensee).

## Geografie
Die Gemeinde liegt in der Region Westallgäu an der Landesgrenze zu Baden-Württemberg, mittig zwischen Kempten und dem Bodensee, von beiden etwa 30 km entfernt. Der namengebende Hauptort liegt am Nordufer der Oberen Argen.

### Gemeindeteile
Es gibt 34 Gemeindeteile (in Klammern ist der Siedlungstyp angegeben):
- Ackers (Einöde)
- Altenburg (Weiler)
- Altensberg (Weiler)
- Altringenberg (Weiler)
- Brugg (Dorf)
- Dinnensberg (Weiler)
- Dorenwaid (Dorf)
- Eggen (Einöde)
- Ehrlach (Weiler)
- Gestratz (Pfarrdorf)
- Herrgottswiesen (Einöde)
- Hochglend (Weiler)
- Horben (Dorf)
- Hubers (Einöde)
- Isnerberg (Dorf)
- Kenners (Einöde)
- Kössentöbele (Weiler)
- Lanzenberg (Weiler)
- Leiden (Einöde)
- Lengersau (Weiler)
- Malleichen (Einöde)
- Metzlers (Einöde)
- Rauen (Weiler)
- Ried (Weiler)
- Rothentöbele (Weiler)
- Rutzen (Weiler)
- Schnattern (Weiler)
- Schweineburg (Weiler)
- Stoffels (Einöde)
- Tannen (Einöde)
- Thalendorf (Dorf)
- Unterreute (Weiler)
- Unterschmitten (Weiler)
- Zwirkenberg (Dorf)

Die Einöde Hasenreute gehört heute zu Dinnensberg.

### Nachbargemeinden
|                     | Argenbühl                                   | Isny im Allgäu |
| Röthenbach (Allgäu) | Kompassrose, die auf Nachbargemeinden zeigt | Maierhöfen     |
|                     | Grünenbach                                  |                |

## Geschichte

### Bis zur Gemeindegründung
Gestratz wird erstmals urkundlich im Jahr 1182 als „Gestraese“ genannt.
Bevor Gestratz zu Bayern kam, gehörte es zur österreichischen Herrschaft Bregenz-Hohenegg. Mit den Friedensverträgen von Brünn und Preßburg 1805 kam der Ort zu Bayern. Im Zuge der Verwaltungsreformen in Bayern entstand mit dem Gemeindeedikt von 1818 die heutige Gemeinde.

### Einwohnerentwicklung
| Jahr      | 1970 | 1987 | 1991 | 1995 | 2000 | 2005 | 2010 | 2015 | 2020 |
| --------- | ---- | ---- | ---- | ---- | ---- | ---- | ---- | ---- | ---- |
| Einwohner | 1043 | 1028 | 1086 | 1090 | 1160 | 1221 | 1187 | 1270 | 1298 |

Zwischen 1988 und 2018 wuchs die Gemeinde von 1022 auf 1280 um 258 Einwohner bzw. um 25,2 %.

## Politik

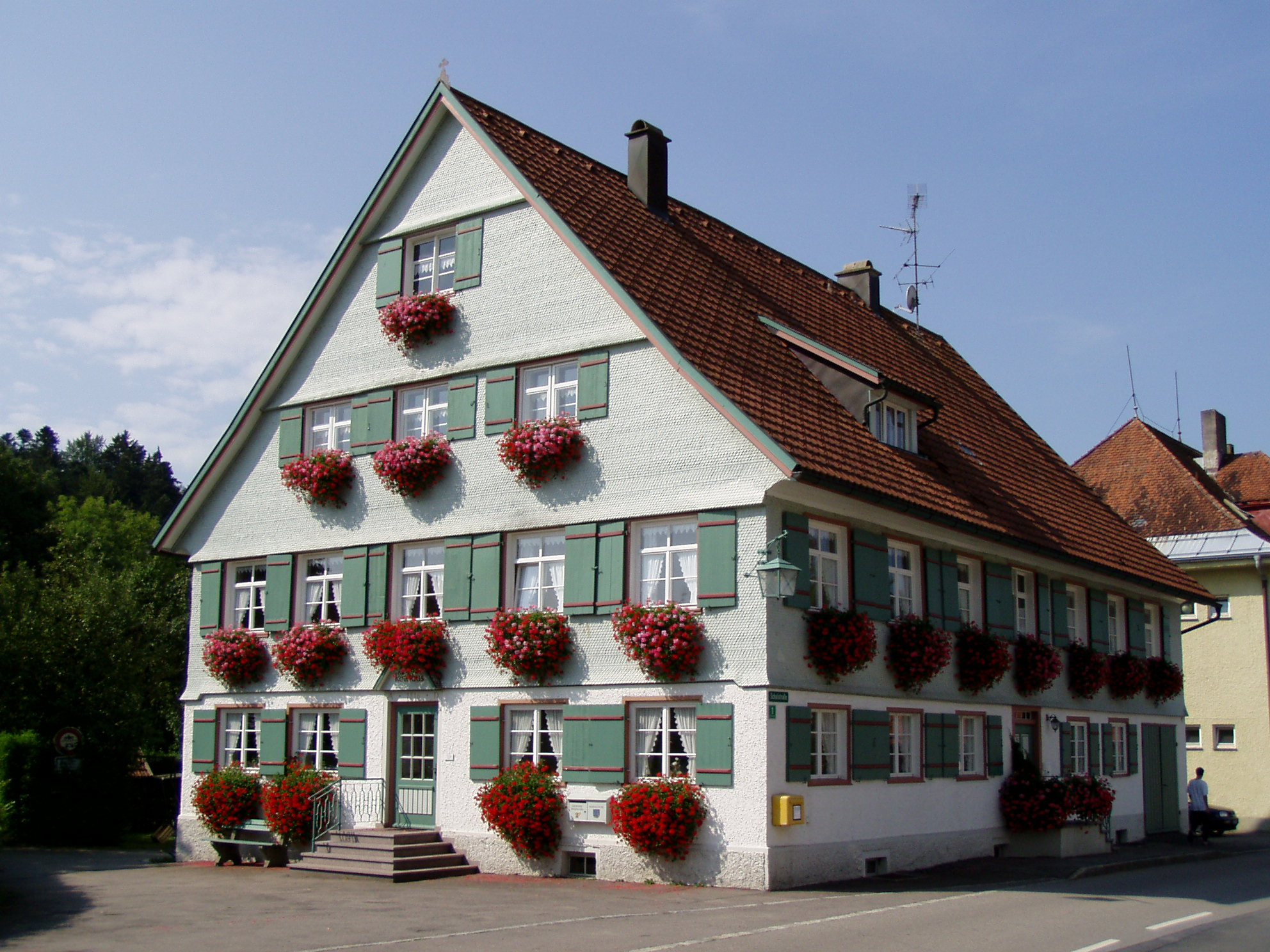
Rathaus

Die Gemeinde ist Mitglied der Verwaltungsgemeinschaft Argental.

### Gemeinderat
Zur Gemeinderatswahl 2020 trat nur die Freie Wählerschaft Gestratz an und besetzt alle zwölf Sitze im Rat.

### Bürgermeister
Erster Bürgermeister ist Engelbert Fink.

### Wappen
| Wappen von Gestratz | Blasonierung: „In Blau eine eingeschweifte, gekürzte goldene Spitze, darin eine blaue Dornenkrone; vorne drei schräglinks gelegte goldene Pfeile übereinander, hinten ein goldener Bärenrumpf.“ |
| Wappen von Gestratz | Wappenbegründung: Der Bärenrumpf weist auf den heiligen St. Gallus hin, den Kirchenpatron der Pfarrkirche von Gestratz. Der Bär ist das Attribut des Heiligen. Alle Pfarreien im Allgäu, die diesen Heiligen als Kirchenpatron haben, können als Gründungen durch das Kloster St. Gallen angesehen werden. Das Kloster ist seit dem 8. und 9. Jahrhundert der bedeutendste Herrschaftsinhaber im Gemeindegebiet. Die drei Pfeile und die Dornenkrone sind dem Wappen der Herren von Horben zu Ringenberg entnommen. Sie waren Ministerialen und im Gemeindegebiet begütert. Die Familie starb 1767 aus. Die Figuren aus ihrem Familienwappen sind auf einem zwischen 1506 und 1509 entstandenen Grabstein an der Pfarrkirche in Gestratz überliefert. Dieses Wappen wird seit 1980 geführt. |

### Gemeindepartnerschaft
- Frankreich: Nieul-le-Dolent im Département Vendée seit 1976

## Baudenkmäler
- Ensemble Gestratz

## Bodendenkmäler

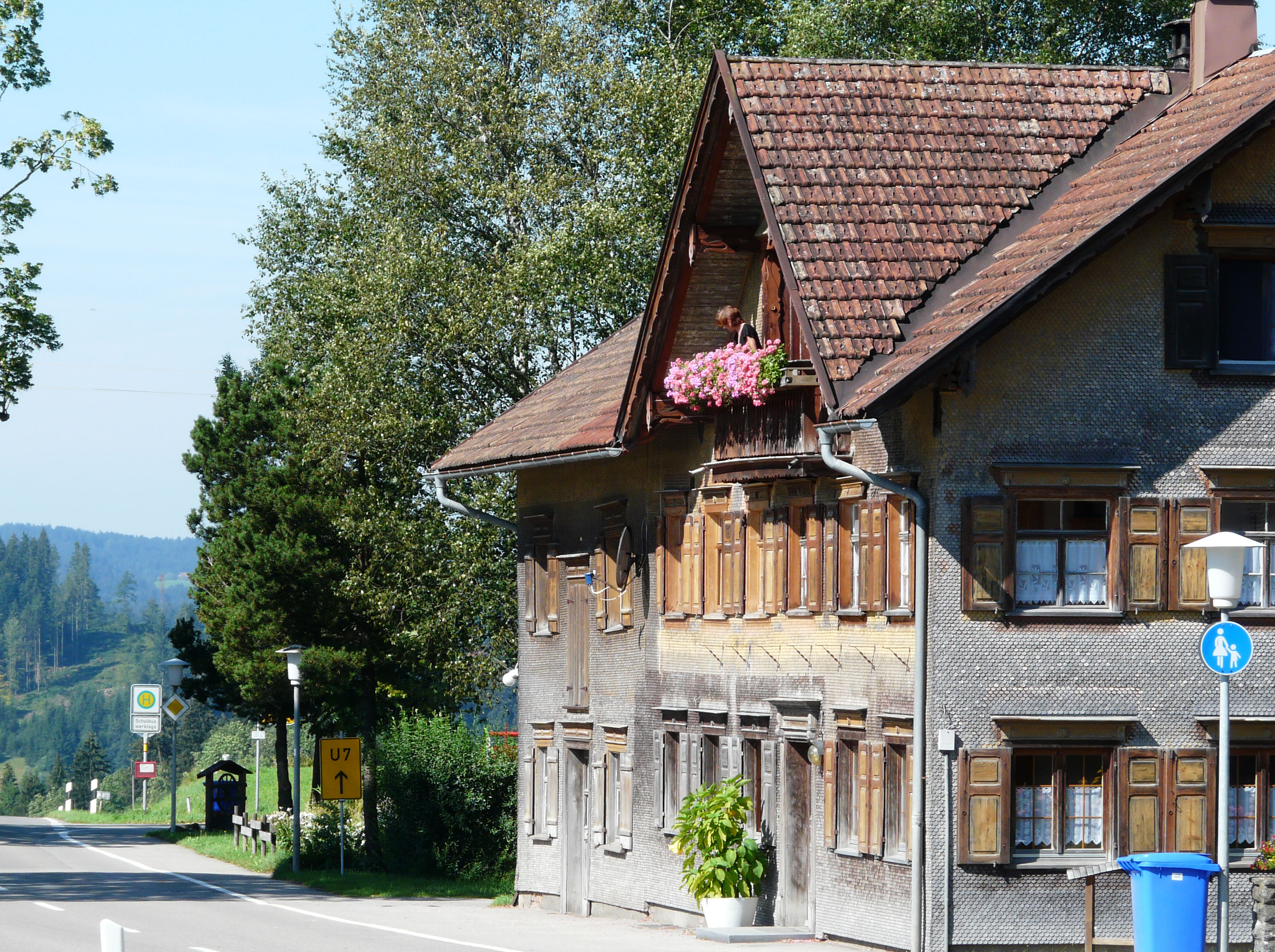
Brugg
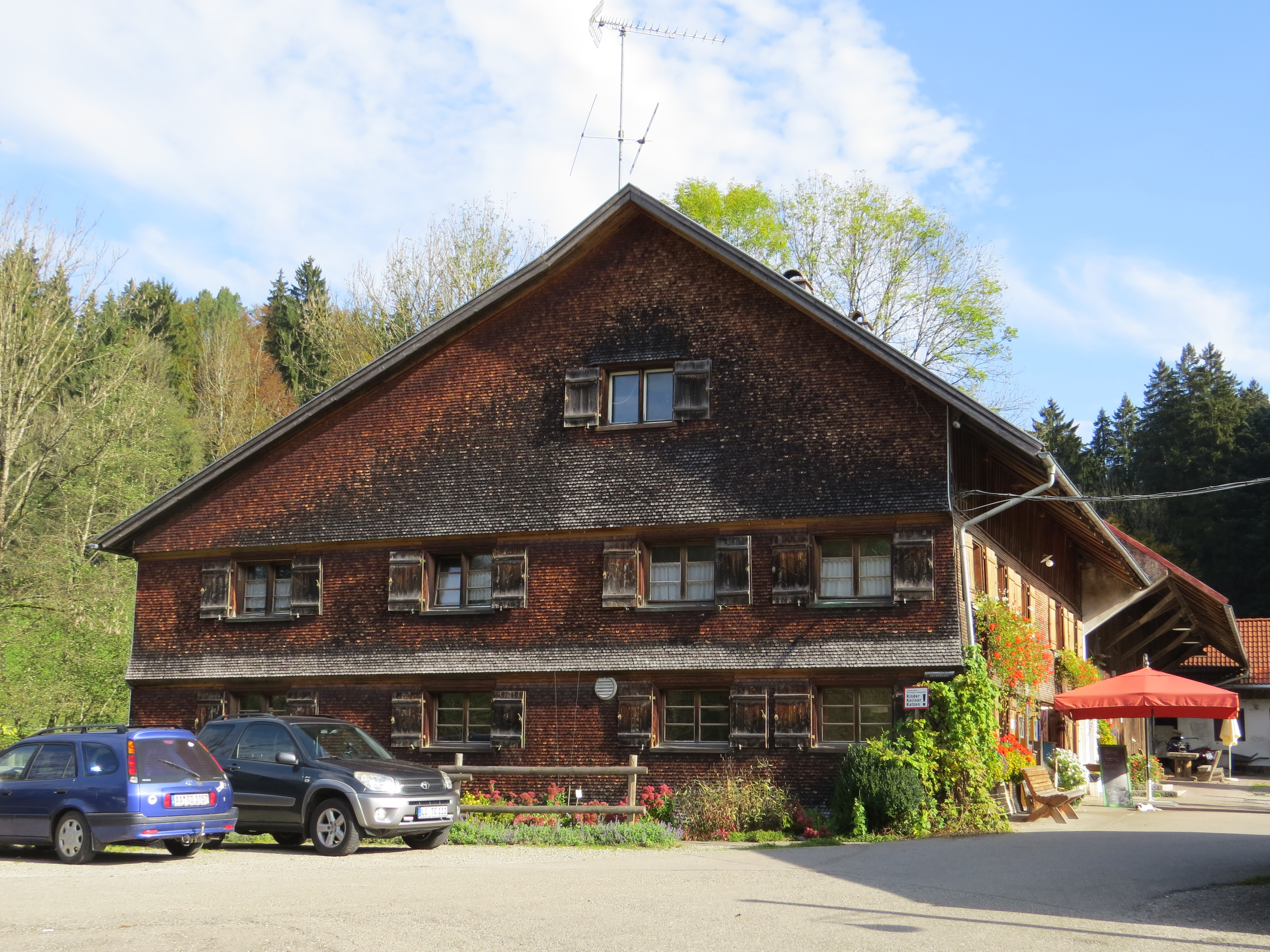
Malleichen
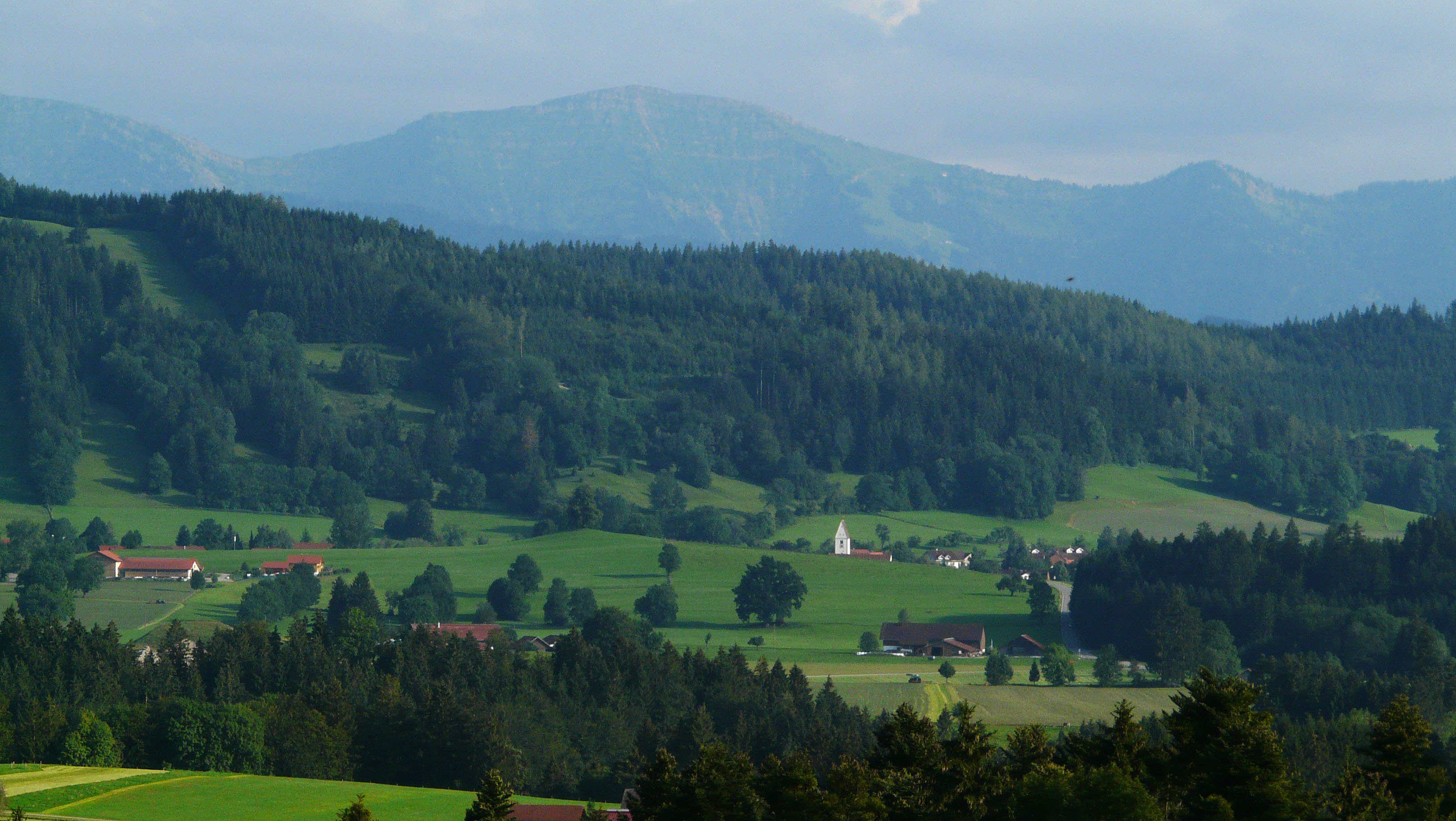
Schweineburg: Blick zum Hochgrat
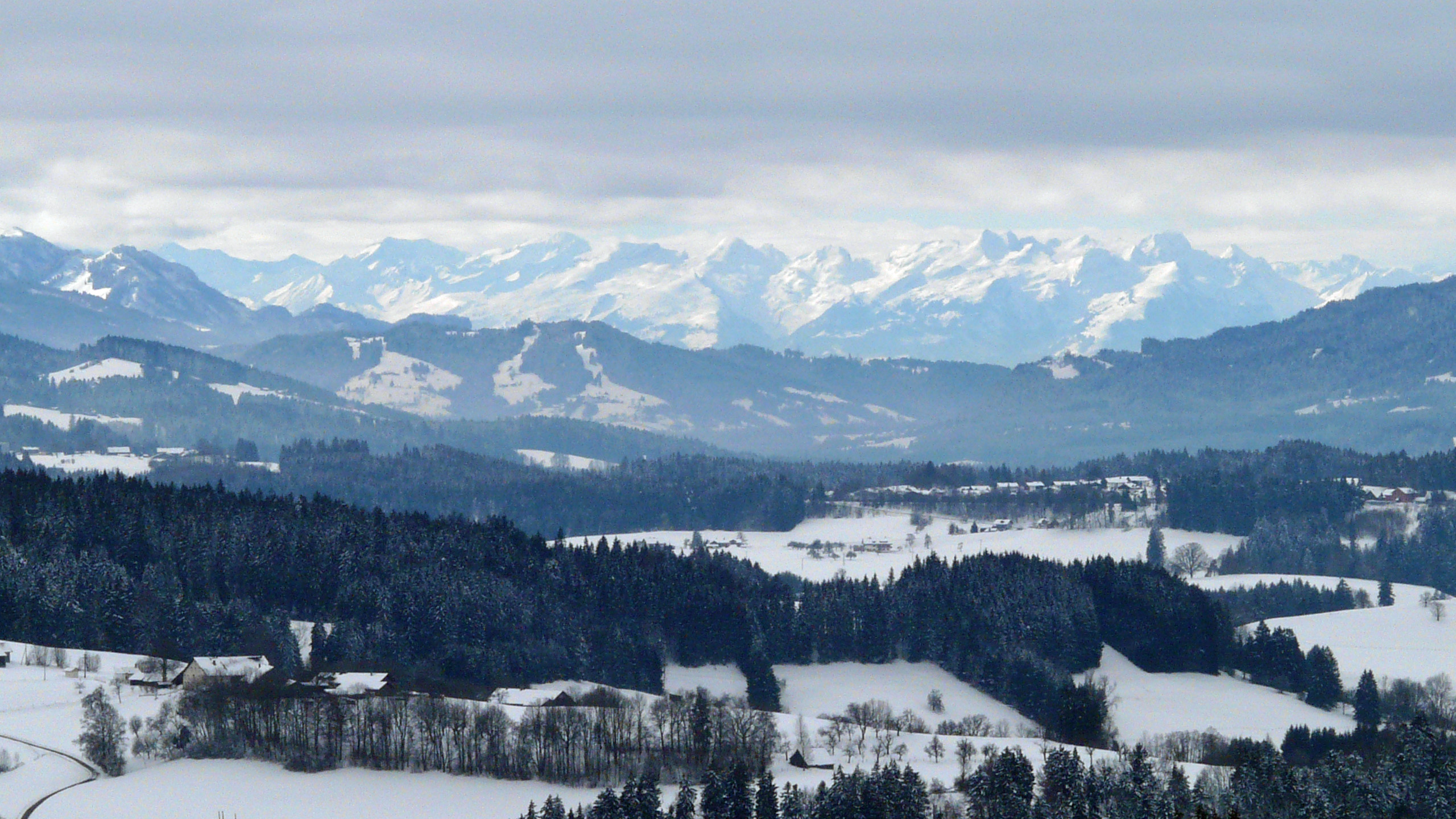
Blick zu den Glarner Alpen
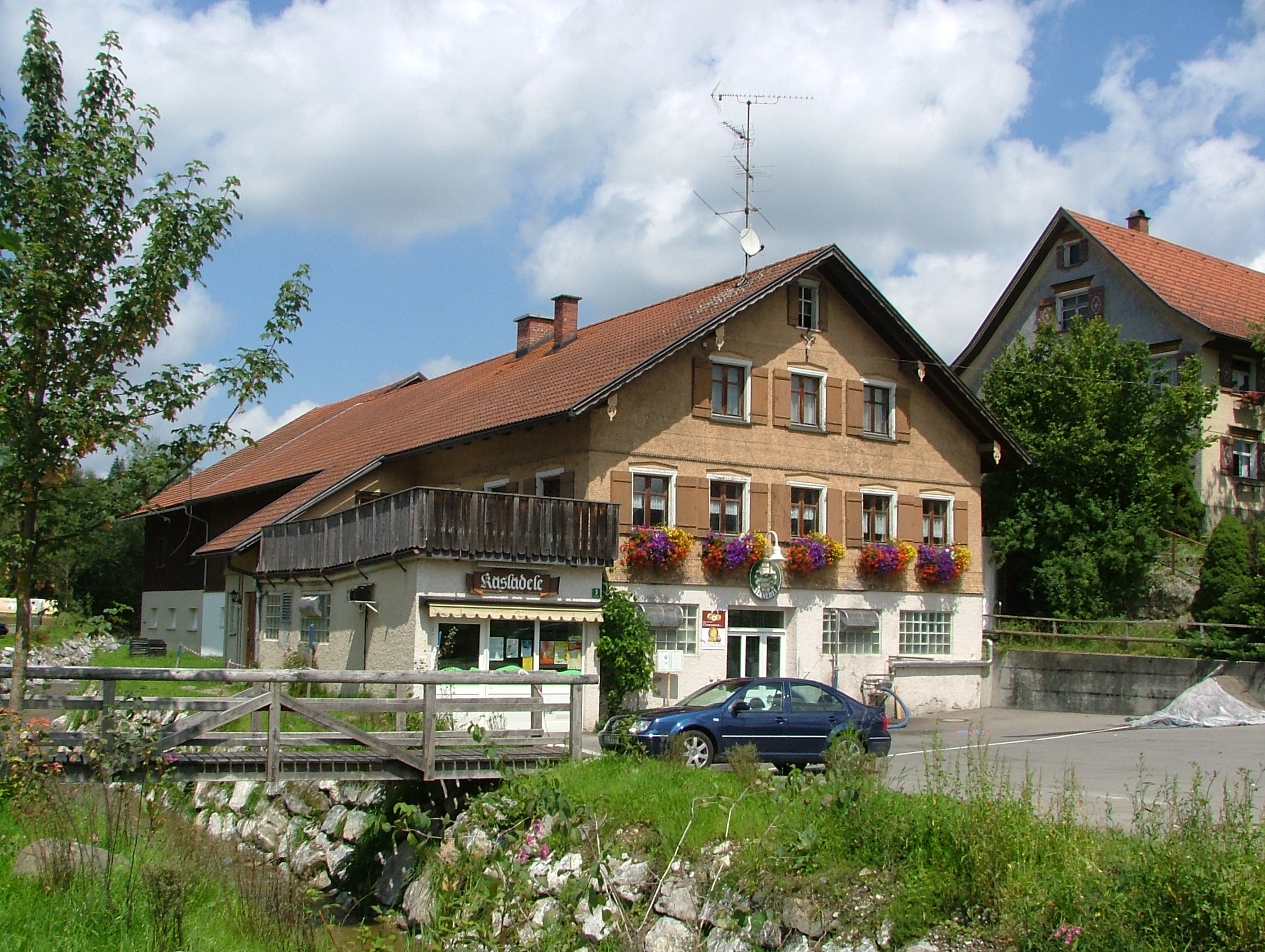
Sennerei in Gestratz
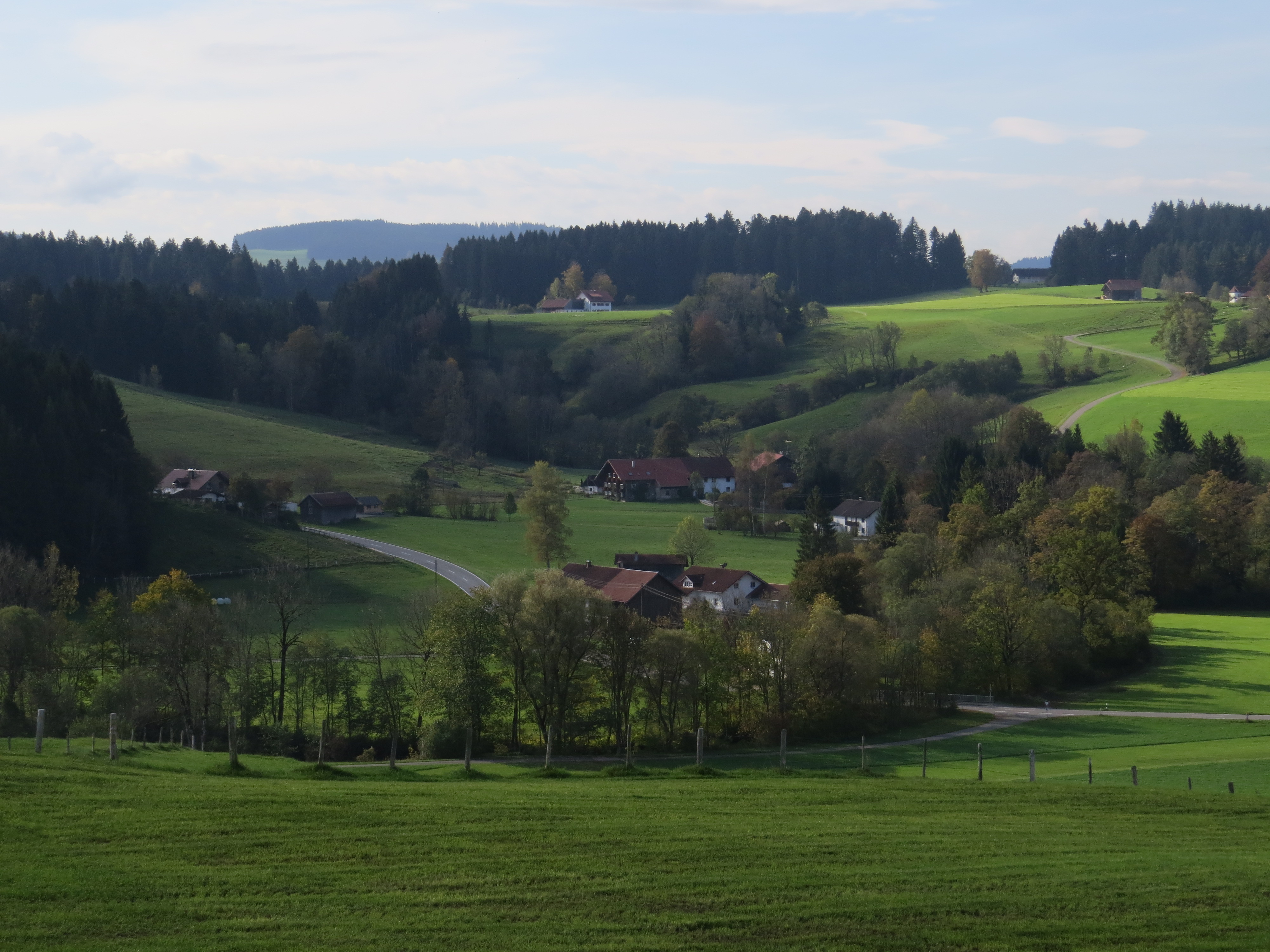
Thalendorf

## Wirtschaft und Infrastruktur

### Wirtschaft einschließlich Land- und Forstwirtschaft
Im Jahr 2020 gab es nach der amtlichen Statistik 146 sozialversicherungspflichtig Beschäftigte am Arbeitsort, davon 52 im produzierenden Gewerbe. Sozialversicherungspflichtig Beschäftigte am Wohnort gab es 584. Im verarbeitenden Gewerbe gab es einen, im Bauhauptgewerbe vier Betriebe. Zudem bestanden im Jahr 2016 44 landwirtschaftliche Betriebe (1999 64 Betriebe) mit einer landwirtschaftlich genutzten Fläche von 1012 ha, davon 1004 ha Dauergrünland.
Im Ort besteht die Raiffeisenbank Westallgäu.

### Bildung
2021 gab es folgende Einrichtungen:
- 1 Kindertageseinrichtung: 50 Kindergartenplätze mit 54 betreuten Kindern

## Persönlichkeiten
- Benedikt Gambs (1703–1751), Künstler
- Joseph Wagner (1706–1780), Kupferstecher, geboren in Thalendorf
- Anna Maria Wehinger (1853–1922) leitete ab 1889 eine der ersten Koch- und Haushaltungsschulen im deutschsprachigen Raum und verfasste das nicht nur historisch bekannte „Dornbirner Kochbuch“.
- Michael Kitzelmann (1916–1942), Offizier, hingerichtet durch ein Erschießungskommando, bezahlte seine öffentlich geäußerte Kritik am NS-Regime mit dem Leben.